# Ulvsta (Ockelbo)
Ulvsta is een plaats in de gemeente Ockelbo in het landschap Gästrikland en de provincie Gävleborgs län in Zweden. De plaats heeft 86 inwoners (2005) en een oppervlakte van 36 hectare.